# Les 7 doigts de la main
Les 7 doigts de la main (pt: Os 7 dedos da mão) é um coletivo circense canadense fundado em 2002 em Montreal, Canadá, por sete artistas egressos do Cirque du Soleil: Shana Carroll, Isabelle Chassé, Patrick Léonard, Faon Shane, Gypsy Snider, Sébastien Soldevila e Samuel Tétreault.
Mais do que a indevida associação apenas com os dedos a mais de uma mão incomum, o nome da companhia deriva da ligação próxima entre partes diferentes, que a  faz se moverem em harmonia em direção a um objetivo comum. Assim, são sete os fundadores, que, combinando as suas personalidades, talentos e experiências, tendem a ter a mesma visão artística.
Em mais de uma década de atuação, o coletivo já criou coreografias, acrobacias, malabarismos  e efeitos visuais para eventos de diversos portes, como os Jogos Olímpicos de Inverno de Sochi, Turim e Vancouver e a remontagem do musical Pippin na Broadway, além da criação e exibição de espetáculos próprios como  Intersection (2014),  Psy (2009) e Séquence 8 (2012); com Traces, foi listado como um dos dez melhores espetáculos de 2011 em Nova York pela revista TIME.  Em 2009 e 2012 a companhia ganhou a medalha de ouro do Festival Mundial do Circo do Amanhã, realizado em Paris, França.